# اچ‌ام‌اس تریومف (۱۹۰۳)
اچ‌ام‌اس تریومف (۱۹۰۳) (به انگلیسی: HMS Triumph (1903)) یک زیردریایی بود که طول آن ۴۷۵ فوت ۳ اینچ (۱۴۴٫۹ متر) بود. این زیردریایی در سال ۱۹۰۳ ساخته شد.